# 今船停留場
今船停留場（いまふねていりゅうじょう）は、大阪府大阪市西成区天下茶屋北二丁目（恵美須町方面ホーム）および同区天下茶屋東一丁目（浜寺駅前方面ホーム）にある、阪堺電気軌道阪堺線の停留場。駅番号はHN54。

## 歴史
1980年の南海平野線廃線により、約100メートル東側にあった同線の飛田停留場が廃止されたため、その代替として近接する阪堺線に新設された停留場である。
阪堺線では、2015年2月1日に石津北停留場が開業するまでは最も新しく開業した停留場であり、また開業時点ではまだ南海大阪軌道線の一員だった（開業3日後に2代目阪堺電気軌道に営業（路線）譲渡）ため、南海大阪軌道線時代の最後に開業した停留場でもある。

### 年表
- 1980年（昭和55年）
  - 11月28日：南海電気鉄道阪堺線の停留場として開業。
  - 12月1日：路線譲渡により、阪堺電気軌道の停留場となる。

### 停留場名の由来
この付近は1973年11月の住居表示実施までは東今船町、西今船町という地名であったことによる。当停留場が開業したときはすでに行政上の地名ではなくなっていたが、至近に今船ロータリー（今池ロータリーとも。現在の天下茶屋東1の交差点）が存在しており、地名自体は残っていた。

## 停留場構造
千鳥式ホーム2面2線を有する。
阪堺電気軌道の新設軌道上にある停留場のホームの位置は踏切の直前がほとんどだが、当停留場は上下線とも踏切を過ぎた位置にある。ホーム有効長は1両分ぎりぎりである（他の停留所は一部を除いて余裕がある）。また阪堺線に堺トラムと1101形が入線出来ない要因になっている。

## 停留場周辺
- 大阪市高速電気軌道四つ橋線 花園町駅
- 南海高野線 萩ノ茶屋駅
- 新日本大阪ボクシングジム
- 青空宣伝社
- デイリーカナートイズミヤ花園店
- 杏林記念病院（医療法人杏樹会）
- 飛田遊廓跡
- 大阪市立金塚小学校
- 大阪市営南霊園阿倍野墓地
- 西成今池郵便局
- 西成花園郵便局

このほか、飲食店やコンビニエンスストアなどがある。

## バス路線
最寄停留所は天下茶屋北二丁目となる。以下の路線が乗り入れ、大阪シティバスにより運行されている。
- 48号系統：あべの橋行 / 地下鉄住之江公園行
- 52号系統：あべの橋行 / なんば行

## 隣の停留場
阪堺電気軌道
■阪堺線
今池停留場 (HN53) - 今船停留場 (HN54) - 松田町停留場 (HN55)
- （）内は駅番号を示す。